# Bereschany

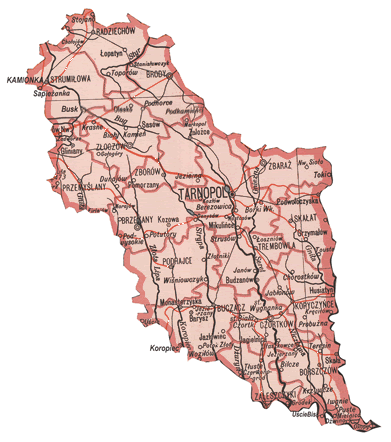
Woiwodschaft Tarnopol bis 1939, Lage der Stadt

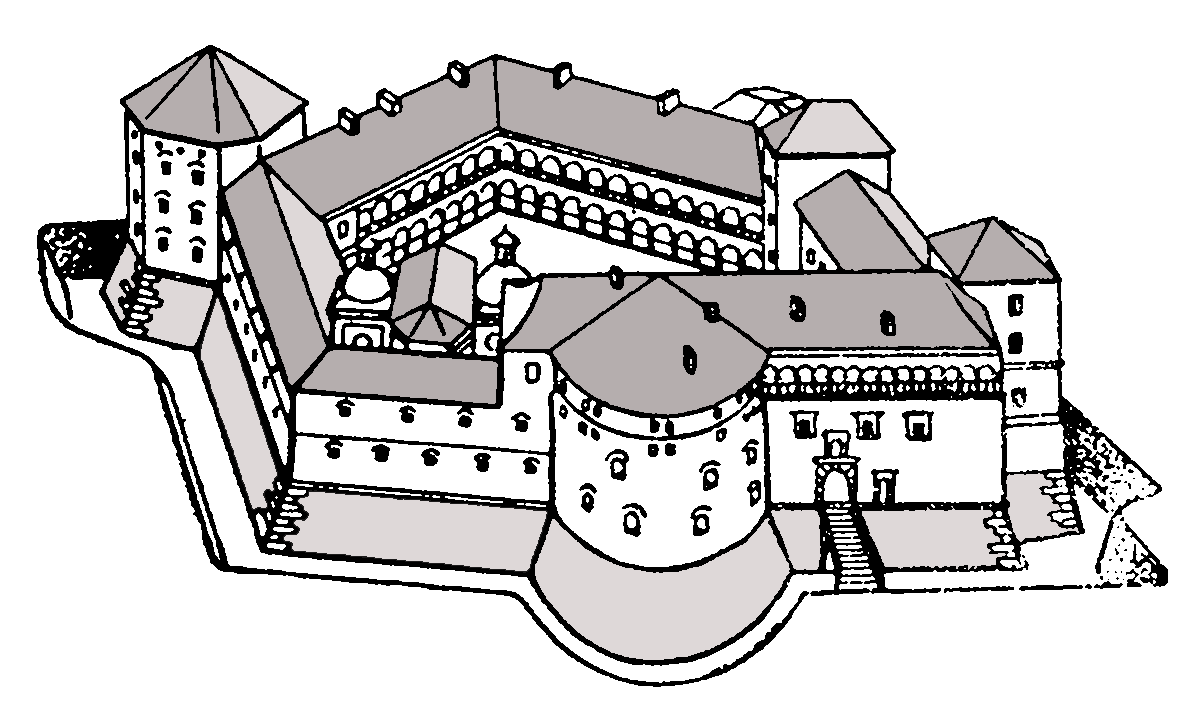
Rekonstruktion der Burg von Bereschany

Bereschany (ukrainisch Бережани; deutsch bis in die 1880er Jahre Brzeżan bzw. eingedeutscht Breschan, armenisch Բերեժան, russisch Бережаны, polnisch Brzeżany) ist eine Stadt in der Oblast Ternopil in der Ukraine, etwa 100 km von Lwiw und 50 km von Ternopil entfernt. Die Stadt war bis Juli 2020 das Zentrum des gleichnamigen Rajons, aber verwaltungstechnisch kein Teil desselben. Sie hat etwa 17.000 Einwohner und liegt etwa 280 m über dem Meeresspiegel.

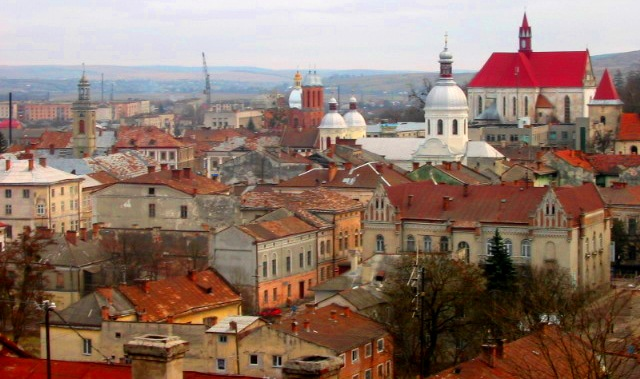
Blick auf den Ort

Die Stadt liegt am Ufer der Solota Lypa, nördlich der Stadt befindet sich der Stausee Solota Lypa. Die Temperaturen sinken im Winter bis −35 °C und steigen im Sommer bis auf +40 °C.

## Geschichte
Die erste schriftliche Erwähnung der Stadt stammt aus 1374 als eine Ortschaft Rutheniens. Vom 14. bis 18. Jahrhundert gehörte Bereschany zu Polen. Das Stadtrecht nach Magdeburger Recht wurde der Siedlung am 19. März 1530 von König Sigismund I. verliehen.
Die Lage auf dem Weg von Lemberg (Lwiw) nach Terebowlja wirkte sich günstig auf die Entwicklung der Ortschaft aus. Dies bedingte aber auch ein Interesse anderer, so dass 1534 Mikolaj Synjawsky mit dem Bau einer Burg begann, welche 1554 fertiggestellt wurde. Diese Burg konnte allen Angriffen bis 1648 standhalten. In diesem Jahr überfielen Kosaken erfolgreich die Stadt und 1655 die Schweden. 1675 bis 1676 fanden heftige Kämpfe gegen die Türken statt.
Ende des 17. Jahrhunderts lebten fast 8.000 Einwohner in Bereschany. Ab der ersten polnischen Teilung (1772) gehörte Bereschany bis 1918 zum Kronland Galizien des österreich-ungarischen Habsburgerreiches und war ab 1850 Sitz der Bezirkshauptmannschaft des Bezirks Brzeżany, 1867 kam noch der Sitz des Bezirksgerichts dazu. 1919 bis 1939 gehörte es wieder zu Polen und lag ab 1921 in der Woiwodschaft Tarnopol.
1805 wurde in Bereschany ein Gymnasium errichtet, das als Absolventen u. a. Włodzimierz Bednarski, Franz Kokovsky, Bohdan Lepkyj, Rudolf Moch, Kornel Ujejski, Markijan Schaschkewytsch, Edward Rydz-Śmigły und andere hatte.
Der Anschluss an das Schienennetz erfolgte 1894 an die Strecke nach Tarnopol. 10.610 Einwohner bewohnten 1900 den Ort.
Während des Ersten Weltkriegs wurde der Ort Brzeżany am 26. August 1914 während der Schlacht bei Złoczów von den Russen besetzt. Sie hielten ihn bis zur Rückeroberung durch österreichisch-ungarische und deutsche Verbände am 27. August 1915. Danach blieb Brzezany Frontstadt, die Russen versuchten mehrfach, so am 3. September 1916, und am 4. bis 5. Oktober 1916 und zuletzt während der Kerenski-Offensive vom 29. Juni bis zum 3. Juli 1917, Bereschany zurückzuerobern.
Nach dem Zusammenbruch der Donaumonarchie am Ende des Ersten Weltkriegs im November 1918 war die Stadt kurzzeitig Teil der Westukrainischen Volksrepublik. Im Polnisch-Ukrainischen Krieg besetzte Polen im Juli 1919 auch die letzten Teile der Westukrainischen Volksrepublik. Am 21. November 1919 sprach der Hohe Rat der Pariser Friedenskonferenz Ostgalizien Polen zu. Die Zahl der Einwohner war durch die Kriegsereignisse geschrumpft, sie betrug 1921 rd. 10.000 Einwohner, davon 6300 Polen, 3500 Juden und 200 Ukrainer
Im Zweiten Weltkrieg besetzten die Russen in der zweiten Septemberhälfte 1939 Bereschany, im Deutsch-Sowjetischen Grenz- und Freundschaftsvertrag vom 28. September 1939 wurde sie der Sowjetunion und hier wiederum der Ukrainischen SSR zugeschlagen. Auch nach 1945 verblieb Bereschany bei der Sowjetunion, die polnischen und jüdischen Bewohner wurden meist vertrieben und durch aus Polen vertriebene Ukrainer ersetzt.
Die Stadt stand bis zum 13. Mai 2015 unter Rajonsverwaltung und wurde ab diesem Tag unter Oblastverwaltung gestellt, seit Juli 2020 steht sie wieder unter Rajonsverwaltung.

## Bildung und Wirtschaft
Es gibt vier Oberschulen und ein Gymnasium.
Wirtschaftliche Bedeutung haben eine Ziegelei, eine Möbelfabrik und eine Glashütte.

## Sehenswürdigkeiten
Architektonisch bedeutend sind die 1554 fertiggestellte fünfeckige Burg von Bereschany, ein Park aus dem 17. Jahrhundert und die Kirche des Heiligen Nikolaus (1691).

## Verwaltungsgliederung
Am 2. November 2018 wurde die Stadt zum Zentrum der neugegründeten Stadtgemeinde Bereschany (Бережанська міська громада Bereschanska miska hromada), bis dahin bildete es zusammen mit den Dörfern Lisnyky und Raj die gleichnamige Stadtratsgemeinde Bereschany (Бережанська міська рада/Bereschanska miska rada) im Zentrum des Rajons Bereschany.
Am 12. Juni 2020 kamen noch weitere 17 in der untenstehenden Tabelle aufgelistetenen Dörfer zum Gemeindegebiet.
Seit dem 17. Juli 2020 ist sie ein Teil des Rajons Ternopil.
Folgende Orte sind neben dem Hauptort Bereschany Teil der Gemeinde:
| Name                     | Name        | Name                      | Name                | Name |
| ukrainisch transkribiert | ukrainisch  | russisch                  | polnisch            |      |
| ------------------------ | ----------- | ------------------------- | ------------------- | ---- |
| Baraniwka                | Баранівка   | Барановка (Baranowka)     | Baranówka           |      |
| Bischtsche               | Біще        | Бище                      | Buszcze             |      |
| Hynowytschi              | Гиновичі    | Гиновичи (Ginowitschi)    | Hinowice            |      |
| Jasne                    | Ясне        | Ясное (Jasnoje)           | Seńków Kuropatnicki |      |
| Komariwka                | Комарівка   | Комаровка (Komarowka)     | Komarówka           |      |
| Krasnopuschtscha         | Краснопуща  | Краснопуща                | Krasnopuszcza       |      |
| Kuropatnyky              | Куропатники | Куропатники (Kuropatniki) | Kuropatniki         |      |
| Lisnyky                  | Лісники     | Лесники (Lesniki)         | Leśniki             |      |
| Nadritschne              | Надрічне    | Надречное (Nadretschnoje) | Dryszczów           |      |
| Pidlisne                 | Підлісне    | Подлесное (Podlesnoje)    | Szumlany            |      |
| Plichiw                  | Пліхів      | Плихов (Plichow)          | Plichów             |      |
| Porutschyn               | Поручин     | Поручин (Porutschin)      | Poruczyn            |      |
| Posuchiw                 | Посухів     | Посухов (Posuchow)        | Posuchów            |      |
| Potutory                 | Потутори    | Потуторы                  | Potutory            |      |
| Raj                      | Рай         | Рай (Rai)                 | Raj                 |      |
| Saluschschja             | Залужжя     | Залужье (Saluschje)       | –                   |      |
| Schownika                | Жовнівка    | Жовновка (Schownowka)     | Żółnówka, Żołnówka  |      |
| Schukiw                  | Жуків       | Жуков (Schukow)           | Żuków               |      |
| Schybalyn                | Шибалин     | Шибалин (Schibalin)       | Szybalin            |      |
| Urman                    | Урмань      | Урмань                    | Urmań               |      |

## Persönlichkeiten
- Aleksander Brückner (1856–1939), Slawist
- Aleksander Frączkiewicz (1910–1994), polnischer Musikwissenschaftler und -pädagoge
- Johann Eduard Hofmokl (1840–1900), österreichischer Chirurg
- Edward Kofler (1911–2007), polnisch-schweizerischer Mathematiker
- Olena Kultschyzka (1877–1967), Graphikerin und Malerin
- Raphael Lemkin (1900–1959), polnisch-jüdischer Jurist und Friedensforscher, in den 1930er Jahren Staatsanwalt in Bereschany
- Edward Rydz-Śmigły (1886–1941), polnischer Politiker, Marschall von Polen, Maler und Dichter

## Partnerschaften/Patenschaften
- Es besteht eine Städtepartnerschaft mit der polnischen Stadt Kluczbork.
- Aufgrund der Auswirkungen des Ukrainekrieges hat die österreichische Stadt Kufstein eine Patenschaft für die ukrainische Stadt Bereschany übernommen und führt ein Hilfsprojekt für Mütter mit Kindern durch, die aus der Ostukraine nach Bereschany vertrieben wurden sowie für Kriegswitwen und -waisen aus Bereschany.[11]